# بورسلم
Twinned withبورسلمlongitudeبورسلمlatitudeبورسلم

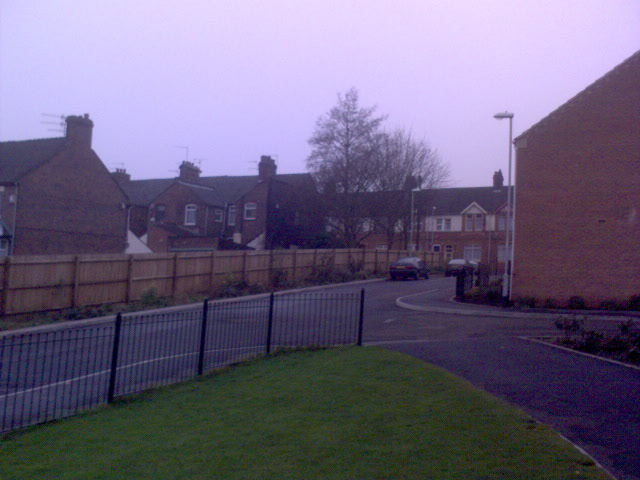

بورسلم (به انگلیسی: Burslem) یک شهرک در بریتانیا است که در استوک-آن-ترنت واقع شده‌است.

## خصوصیات
بورسلم ۱۴٬۳۰۳ نفر جمعیت دارد.